# Немежиці
Немежиці (пол. Niemierzyce) — село в Польщі, у гміні Ґраново Ґродзиського повіту Великопольського воєводства.
Населення — 145 осіб (2011).
У 1975-1998 роках село належало до Познанського воєводства.

## Демографія
Демографічна структура станом на 31 березня 2011 року:
|          | Загалом | Допрацездатний вік | Працездатний вік | Постпрацездатний вік |
| -------- | ------- | ------------------ | ---------------- | -------------------- |
| Чоловіки | 78      | 20                 | 53               | 5                    |
| Жінки    | 67      | 16                 | 39               | 12                   |
| Разом    | 145     | 36                 | 92               | 17                   |